# Châtel-sur-Moselle
Châtel-sur-Moselle là một xã, nằm ở tỉnh Vosges trong vùng Grand Est của Pháp. Xã này có diện tích 11,86 km², dân số năm 1999 là 1659 người. Xã này nằm ở khu vực có độ cao trung bình 298 m trên mực nước biển.
Dân địa phương tiếng Pháp gọi là Châtellois.

## Biến động dân số
| Năm | 1962 | 1968 | 1975 | 1982 | 1990 | 1999 |
| --- | ---- | ---- | ---- | ---- | ---- | ---- |
| Dân số | 1447 | 1498 | 1621 | 1942 | 1838 | 1659 |
| From the year 1962 on: No double counting—residents of multiple communes (e.g. students and military personnel) are counted only once. |      |      |      |      |      |      |

## Nhân vật nổi tiếng
- Jacky Boxberger